# Белушино
Белушино (изписване до 1945 година: Бѣлушино; на македонска литературна норма: Белушино) е село в община Крушево, Северна Македония.

## География
Селото е разположено високо в Бушова планина.

## История
Църквата „Свети Никола“ в селото е средновековна – от XI – XIII век. В XIX век Белушино е село в Прилепска кааза на Османската империя. В „Етнография на вилаетите Адрианопол, Монастир и Салоника“, издадена в Константинопол в 1878 година и отразяваща статистиката на населението от 1873 година Биелушино (Bielouchino) е посочено като село с 33 домакинства и 51 жители мюсюлмани и 78 българи.
Според статистиката на Васил Кънчов („Македония. Етнография и статистика“) от 1900 година Бѣлушино има 300 жители, всички арнаути мохамедани.
На Етнографската карта на Битолския вилает на Картографския институт в София от 1901 година Белушина е смесено село българи, албанци и власи в Битолската каза на Битолския санджак с 36 къщи.
Според Никола Киров („Крушово и борбите му за свобода“) към 1901 година Бѣлушино има 10 български къщи и 35 турски.
При избухването на Балканската война двама души от Белушино са доброволци в Македоно-одринското опълчение.
След Междусъюзническата война селото попада в Сърбия.
Според Димитър Гаджанов в 1916 година в Белушино живеят 194 турци.
На етническата си карта на Северозападна Македония в 1929 година Афанасий Селишчев отбелязва Белушино като албанско село.
Според преброяването от 2002 година селото има 64 жители, 62 северномакедонци и 2 турци.

## Личности
Родени в Белушино
- Абас Халил, арестуван преди април 1904 година, обвинен в кражба на „няколко глави от добитъка, който се разпръснал от християнските села по време на Крушевските събития“, осъден на 5 месеца затвор от Първостепенния наказателен отдел, лежал в Битолския затвор, амнистиран с общата амнистия от 12 април 1904 година[10]
- Велко Николов (1867 – 1930), български килимар и революционер